# Ират (Луизијана)
Ират (енгл. Erath) град је у америчкој савезној држави Луизијана.

## Демографија
По попису из 2010. године број становника је 2.114, што је 73 (-3,3%) становника мање него 2000. године.
| Група             | 2000.         | 2010.         |
| Белци             | 1.941 (88,8%) | 1.840 (87,0%) |
| Афроамериканци    | 136 (6,2%)    | 99 (4,7%)     |
| Азијати           | 77 (3,5%)     | 106 (5,0%)    |
| Хиспаноамериканци | 15 (0,7%)     | 44 (2,1%)     |
| Укупно            | 2.187         | 2.114         |